# Polisportiva Calcio Ternana 1989-1990
Questa voce raccoglie le informazioni riguardanti la Polisportiva Calcio Ternana nelle competizioni ufficiali della stagione 1989-1990.

## Stagione
Nella stagione 1989-1990 la Ternana, dopo la promozione sempre affidata all'allenatore Claudio Tobia, disputa il girone B del campionato di Serie C1, ottiene 38 punti che valgono l'ottavo posto. Chiude con 20 punti il girone di andata, alle spalle delle più forti, poi nel ritorno ha un leggero calo, che la mantengono in una solida posizione di centro classifica. Con 13 reti il miglior marcatore delle fere è stato il romano Paolo Doto dei quali 12 in campionato ed 1 rete in Coppa Italia. In questa manifestazione, disputa il girone H, che promuove il Fano ai sedicesimi di finale, nelle sei partite di Coppa la Ternana si deve accontentare di 2 vittorie, 2 pareggi e 2 sconfitte.

## Rosa
| N. |                   | Ruolo | Calciatore         |
| -- | ----------------- | ----- | ------------------ |
| -  | Italia (bandiera) | D     | Simone Altobelli   |
| -  | Italia (bandiera) | C     | Luciano Benetti    |
| -  | Italia (bandiera) | C     | Roberto Borrello   |
| -  | Italia (bandiera) | D     | Fabio Cardaio      |
| -  | Italia (bandiera) | C     | Daniele Catto      |
| -  | Italia (bandiera) | A     | Nicola Chiarella   |
| -  | Italia (bandiera) | A     | Giuliano Cioci     |
| -  | Italia (bandiera) | P     | Cesare Cipelli     |
| -  | Italia (bandiera) | D     | Claudio Cocco      |
| -  | Italia (bandiera) | A     | Vittorio Cozzella  |
| -  | Italia (bandiera) | C     | Salvatore Crivello |
| -  | Italia (bandiera) | C     | Luca Di Matteo     |

| N. |                   | Ruolo | Calciatore              |
| -- | ----------------- | ----- | ----------------------- |
| -  | Italia (bandiera) | A     | Paolo Doto              |
| -  | Italia (bandiera) | C     | Giorgio Eritreo         |
| -  | Italia (bandiera) | A     | Giuliano Fiorini        |
| -  | Italia (bandiera) | C     | Giulio Forte            |
| -  | Italia (bandiera) | D     | Silvio Gori             |
| -  | Italia (bandiera) | C     | Gianluca Grande         |
| -  | Italia (bandiera) | A     | Romualdo Picchiante     |
| -  | Italia (bandiera) | D     | Paolo Pochesci          |
| -  | Italia (bandiera) | P     | Roberto Renzi           |
| -  | Italia (bandiera) | C     | Arcangelo Sciannimanico |
| -  | Italia (bandiera) | C     | Marco Scorsini          |
| -  | Italia (bandiera) | D     | Mirko Taccola           |

## Risultati

### Serie C1

#### Girone di andata
| Arbitro: | Collina (Viareggio) |

|                 |           |  |
| Doto 23’ (rig.) | Marcatori |  |

| Arbitro: | Fiori (Ravenna) |

|  |           |                           |
|  | Marcatori | 11’ G. Forte 57’ Cozzella |

| Arbitro: | Introvigne (Conegliano) |

|                   |           |            |
| Sciannimanico 11’ | Marcatori | 75’ Pasini |

| Arbitro: | Capovilla (Verona) |

|                           |           |                      |
| Pannitteri 3’ Triveri 69’ | Marcatori | 25’ Eritreo 57’ Doto |

| Arbitro: | Rossignoli (Firenze) |

|          |           |  |
| Doto 11’ | Marcatori |  |

| Caserta 22 ottobre 1989 6ª giornata | Casertana                 | 0 – 0 | Ternana | Stadio Alberto Pinto\| Arbitro: \| Misticoni (Ascoli Piceno) \| |
| Arbitro:                            | Misticoni (Ascoli Piceno) |       |         |                                                                 |

| Arbitro: | Rivola (Roma) |

|  |           |           |
|  | Marcatori | 41’ Bardi |

| Arbitro: | Bernardini (Rovigo) |

|                                        |           |             |
| Sciannimanico 42’ Benetti 57’ Doto 73’ | Marcatori | 30’ Lunerti |

| Arbitro: | Chiesa (Livorno) |

|               |           |              |
| Di Nicola 70’ | Marcatori | 13’ Borrello |

| Arbitro: | Capovilla (Verona) |

|             |           |  |
| Fiorini 69’ | Marcatori |  |

| Arbitro: | Casoli (Reggio Emilia) |

|               |           |  |
| Bresciani 41’ | Marcatori |  |

| Terni 19 dicembre 1989 12ª giornata | Ternana         | 0 – 0 | Catania | Stadio Libero Liberati\| Arbitro: \| Braschi (Prato) \| |
| Arbitro:                            | Braschi (Prato) |       |         |                                                         |

| Arbitro: | Collina (Viareggio) |

|                                            |           |              |
| Della Pietra 37’ Gonano 48’ C. Ferrara 58’ | Marcatori | 17’ Cozzella |

| Arbitro: | Mughetti (Cesena) |

|                                          |           |            |
| Pochesci 12’ Fiorini 63’ Doto 77’ (rig.) | Marcatori | 7’ Limetti |

| Arbitro: | Russo (Pescara) |

|           |           |  |
| Greco 63’ | Marcatori |  |

| Terni 7 gennaio 1990 16ª giornata | Ternana              | 0 – 0 | Taranto | Stadio Libero Liberati\| Arbitro: \| Brignoccoli (Ancona) \| |
| Arbitro:                          | Brignoccoli (Ancona) |       |         |                                                              |

| Arbitro: | Conocchiari (Macerata) |

|  |           |             |
|  | Marcatori | 37’ Taccola |

#### Girone di ritorno
| Arbitro: | Destro (Novi Ligure) |

|                        |           |                                   |
| Impagliazzo 22’ (rig.) | Marcatori | 26’ (rig.) Doto 90’ Sciannimanico |

| Arbitro: | Mangerini (Brescia) |

|             |           |  |
| Fiorini 78’ | Marcatori |  |

| Arbitro: | Rossi (Rovigo) |

|               |           |                   |
| Vedicchio 21’ | Marcatori | 52’ Sciannimanico |

| Arbitro: | Borriello (Mantova) |

|                                   |           |  |
| S. Altobelli 20’ Eritreo 72’, 76’ | Marcatori |  |

| Arbitro: | Marchese (Napoli) |

|               |           |          |
| Carpineta 65’ | Marcatori | 50’ Doto |

| Arbitro: | D'Ambrosio (Padova) |

|                            |           |                                             |
| Sciannimanico 32’ Doto 38’ | Marcatori | 28’, 74’ Ravanelli 56’ Suppa 72’ Campilongo |

| Arbitro: | De Angelis (Civitavecchia) |

|           |           |  |
| Macrì 31’ | Marcatori |  |

| Arbitro: | Lana (Torino) |

|  |           |                |
|  | Marcatori | 4’ (rig.) Doto |

| Arbitro: | Mughetti (Cesena) |

|          |           |  |
| Doto 17’ | Marcatori |  |

| Arbitro: | G. Baldas (Trieste) |

|                             |           |  |
| Ciaramella 83’ E. Russo 87’ | Marcatori |  |

| Arbitro: | Bernardini (Rovigo) |

|          |           |  |
| Doto 90’ | Marcatori |  |

| Arbitro: | Ercolino (Cassino) |

|                             |           |              |
| L. Rossi 44’, 73’ Romeo 89’ | Marcatori | 49’ Cozzella |

| Arbitro: | Tommasi (Crema) |

|               |           |  |
| Chiarella 45’ | Marcatori |  |

| Arbitro: | Brasca (Busto Arsizio) |

|           |           |  |
| Danzè 84’ | Marcatori |  |

| Terni 20 maggio 1990 32ª giornata | Ternana            | 0 – 0 | Brindisi | Stadio Libero Liberati\| Arbitro: \| Scherlino (Biella) \| |
| Arbitro:                          | Scherlino (Biella) |       |          |                                                            |

| Arbitro: | Bettin (Padova) |

|                                |           |             |
| Coppola 30’ (rig.) Roselli 48’ | Marcatori | 55’ Eritreo |

| Arbitro: | Destro (Novi Ligure) |

|                 |           |                       |
| Doto 28’ (rig.) | Marcatori | 26’ (rig.) Pellegrino |

### Coppa Italia Serie C

#### Fase eliminatoria a gironi
| Arbitro: | Cavanna (Roma) |

|         |           |           |
| Doto 3’ | Marcatori | 52’ Carta |

| Perugia 23 agosto 1989 2ª giornata | Perugia                    | 0 – 0 | Ternana | Stadio Renato Curi\| Arbitro: \| De Angelis (Civitavecchia) \| |
| Arbitro:                           | De Angelis (Civitavecchia) |       |         |                                                                |

| Arbitro: | Rivola (Roma) |

|  |           |            |
|  | Marcatori | 24’ Zoppis |

| Arbitro: | Bortoli (Schio) |

|                         |           |  |
| Pazzaglia 17’, 87’, 90’ | Marcatori |  |

| Arbitro: | Conocchiari (Macerata) |

|                                                 |           |                          |
| Fiorini 24’ Sciannimanico 53’, 64’ G. Forte 71’ | Marcatori | 13’ De Rosa 42’ Mingatti |

| Arbitro: | Rodomonti (Teramo) |

|  |           |             |
|  | Marcatori | 84’ Fiorini |